# Makoto Takimoto
Makoto Takimoto (jap. 瀧本誠, Takimoto Makoto; * 8. Dezember 1974 in Iwai (heute Bandō), Ibaraki) ist ein ehemaliger japanischer Judoka. Er war Olympiasieger 2000 im Halbmittelgewicht, der Gewichtsklasse bis 81 Kilogramm.

## Sportliche Karriere
Der 1,74 m große Makoto Takimoto gewann 1995 bei den Asienmeisterschaften in Neu-Delhi. Bei den Weltmeisterschaften 1997 unterlag er im Achtelfinale dem Österreicher Patrick Reiter und schied dann in der Hoffnungsrunde aus. Im Jahr 2000 erkämpfte Takimoto eine Bronzemedaille bei den Asienmeisterschaften in Osaka. 
Bei den Olympischen Spielen 2000 in Sydney bezwang Takimoto im Achtelfinale den Argentinier Gaston García nach 28 Sekunden, alle anderen Kämpfe von Takimoto gingen über die volle Kampfdauer. Im Viertelfinale besiegte er den Uruguayer Alvaro Paseyro und im Halbfinale den Franzosen Djamel Bouras. Das Finale gegen den Südkoreaner Cho In-chul gewann Takimoto durch zwei Yuko-Wertungen.
2002 gewann er noch einmal den Kodokan-Pokal in Tokio. Für die Olympischen Spiele 2004 konnte er sich nicht mehr qualifizieren.